# Rodrigo Germade
Rodrigo Germade Barreiro (* 23. August 1990 in Cangas do Morrazo) ist ein spanischer Kanute.

## Erfolge
Rodrigo Germade gewann 2015 in Račice u Štětí bei den Europameisterschaften im Vierer-Kajak über 500 Meter seine erste internationale Medaille. Im Jahr darauf gab er in Rio de Janeiro sein Olympiadebüt im Vierer-Kajak auf der 1000-Meter-Strecke. Der spanische Vierer-Kajak erreichte das Finale und schloss dieses auf dem fünften Platz ab. Bei den Weltmeisterschaften 2017 in Račice, 2018 in Montemor-o-Velho und 2019 in Szeged belegte Germade als Teil des Vierer-Kajaks über 500 Meter dreimal in Folge den zweiten Platz. Im Zweier-Kajak wurde er 2017 mit Marcus Walz über dieselbe Distanz Weltmeister. Diesen Erfolg wiederholten die beiden 2021 in Kopenhagen.
2018 gelang Germade auch der Titelgewinn bei den Europameisterschaften in Belgrad. Im Vierer-Kajak belegte er den ersten Platz auf der 500-Meter-Distanz, während er im Zweier-Kajak auf derselben Strecke mit Marcus Walz Zweiter wurde. Mit Walz sicherte er sich bei den Mittelmeerspielen im selben Jahr in Tarragona im Zweier-Kajak über 500 Meter die Goldmedaille. Bei den 2021 ausgetragenen Olympischen Spielen 2020 in Tokio ging Germade erneut im Vierer-Kajak an den Start. Über 500 Meter gewann er mit Saúl Craviotto, Marcus Walz und Carlos Arévalo zunächst sowohl den Vor- als auch den Halbfinallauf, ehe sich die Spanier im Endlauf dem deutschen Vierer-Kajak geschlagen geben mussten. In 1:22,445 Minuten überquerten sie zwei Zehntelsekunden hinter Deutschland als Zweite die Ziellinie und gewannen somit die Silbermedaille. Ein Jahr darauf wurde Germade in Dartmouth im Vierer-Kajak über 500 Meter Weltmeister. Bei den Weltmeisterschaften 2023 in Duisburg sicherte er sich im Zweier-Kajak über 500 Meter mit Adrián del Río die Bronzemedaille. Bei den Olympischen Spielen 2024 in Paris gewann er im Vierer-Kajak über 500 Meter mit Craviotto, Arévalo und Walz mit Bronze eine weitere Medaille.